# Berlin-Spindlersfeld

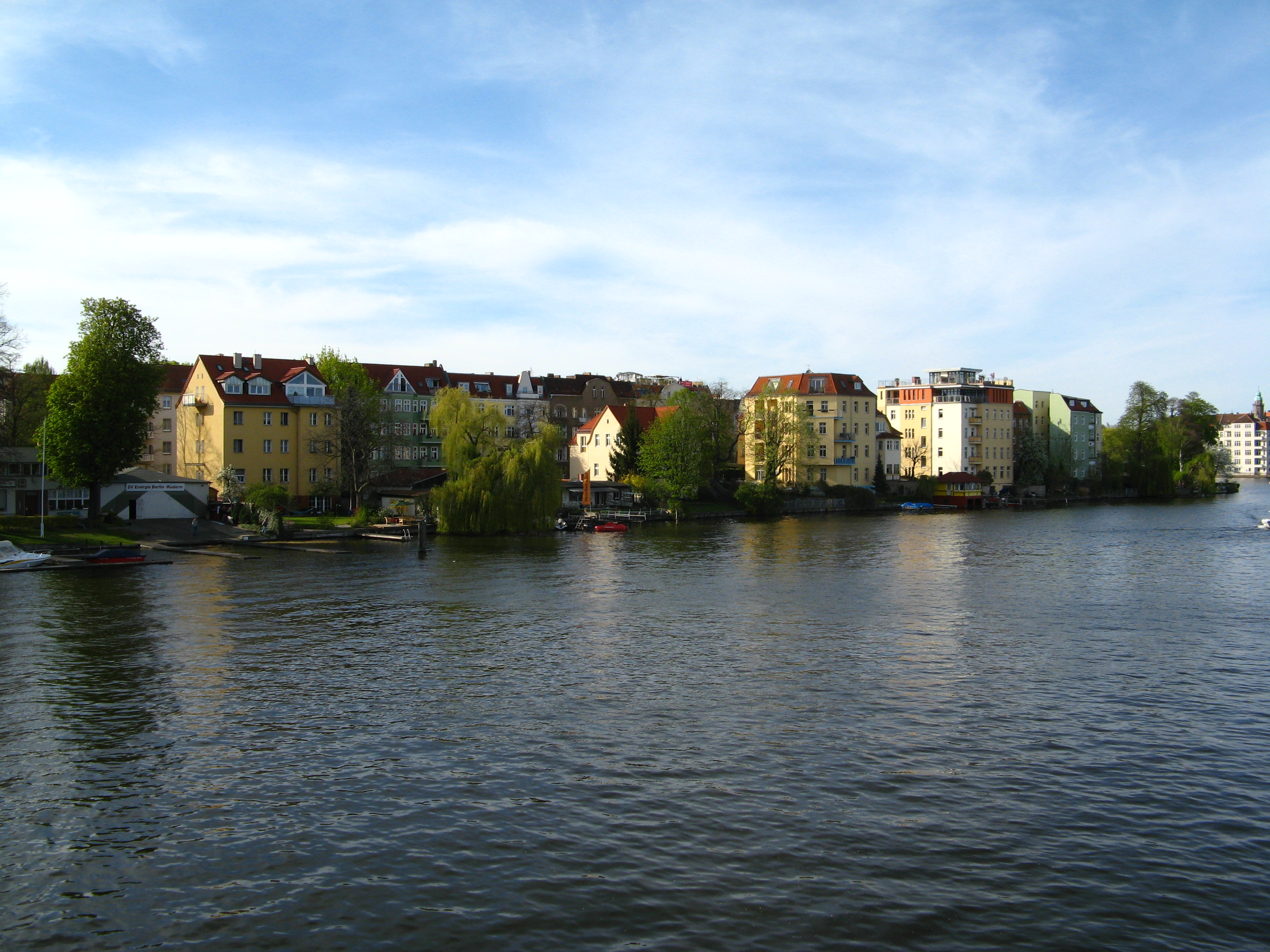
Häuser am Spindlersfelder Dahmeufer

Spindlersfeld ist eine Ortslage im Berliner Ortsteil Köpenick des Bezirks Treptow-Köpenick, die aus einer Werkssiedlung der Firma W. Spindler entstand. Spindlersfeld liegt am linken Ufer der Spree unterhalb des Zusammenflusses mit der Dahme zwischen der Siedlung Oberspree von Niederschöneweide und der Köllnischen Vorstadt. Spindlersfeld hat 3754 Einwohner (Stand: 2022).

## Geschichte

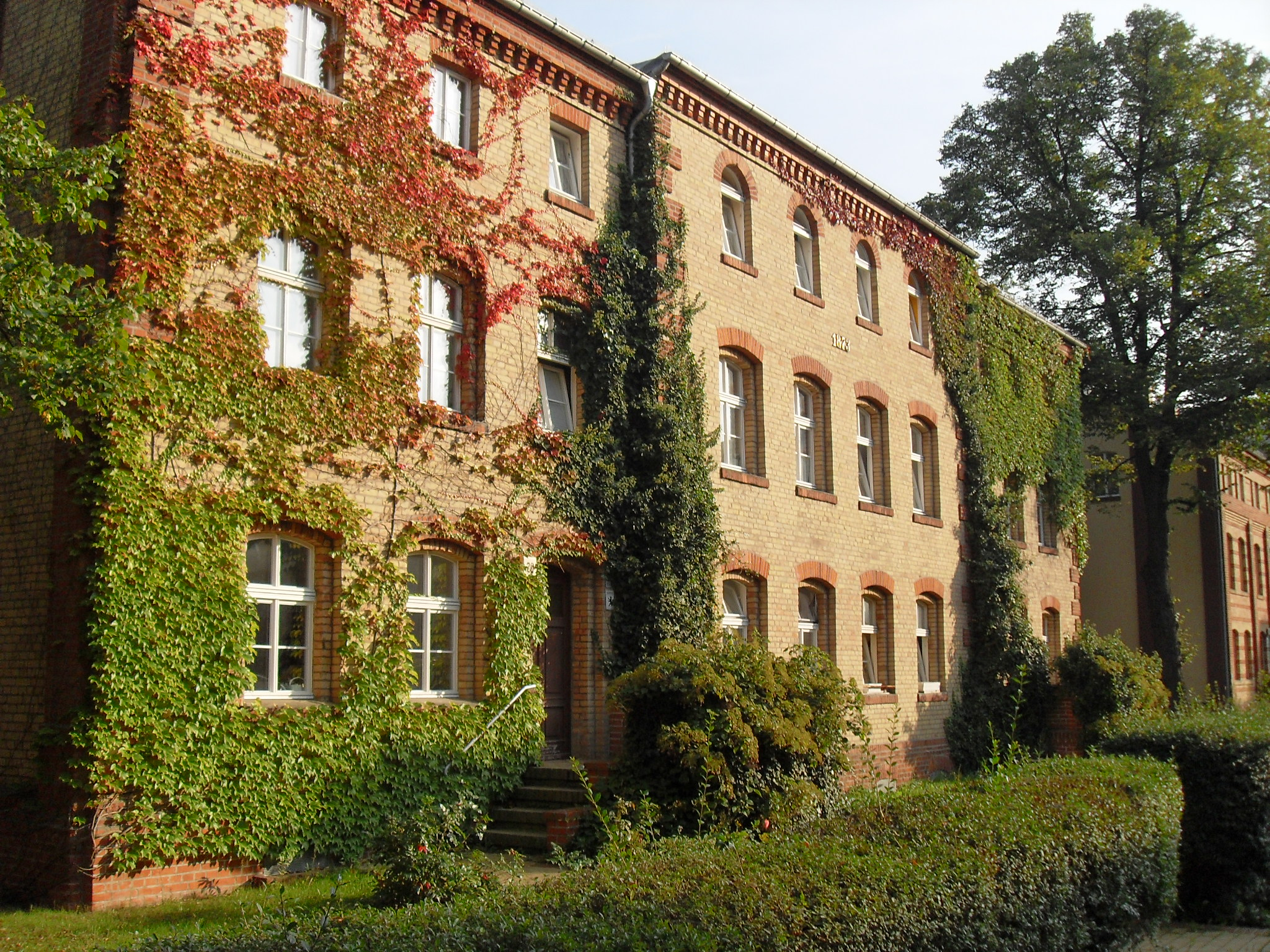
Spindlerbauten von 1873 in der Mentzelstraße

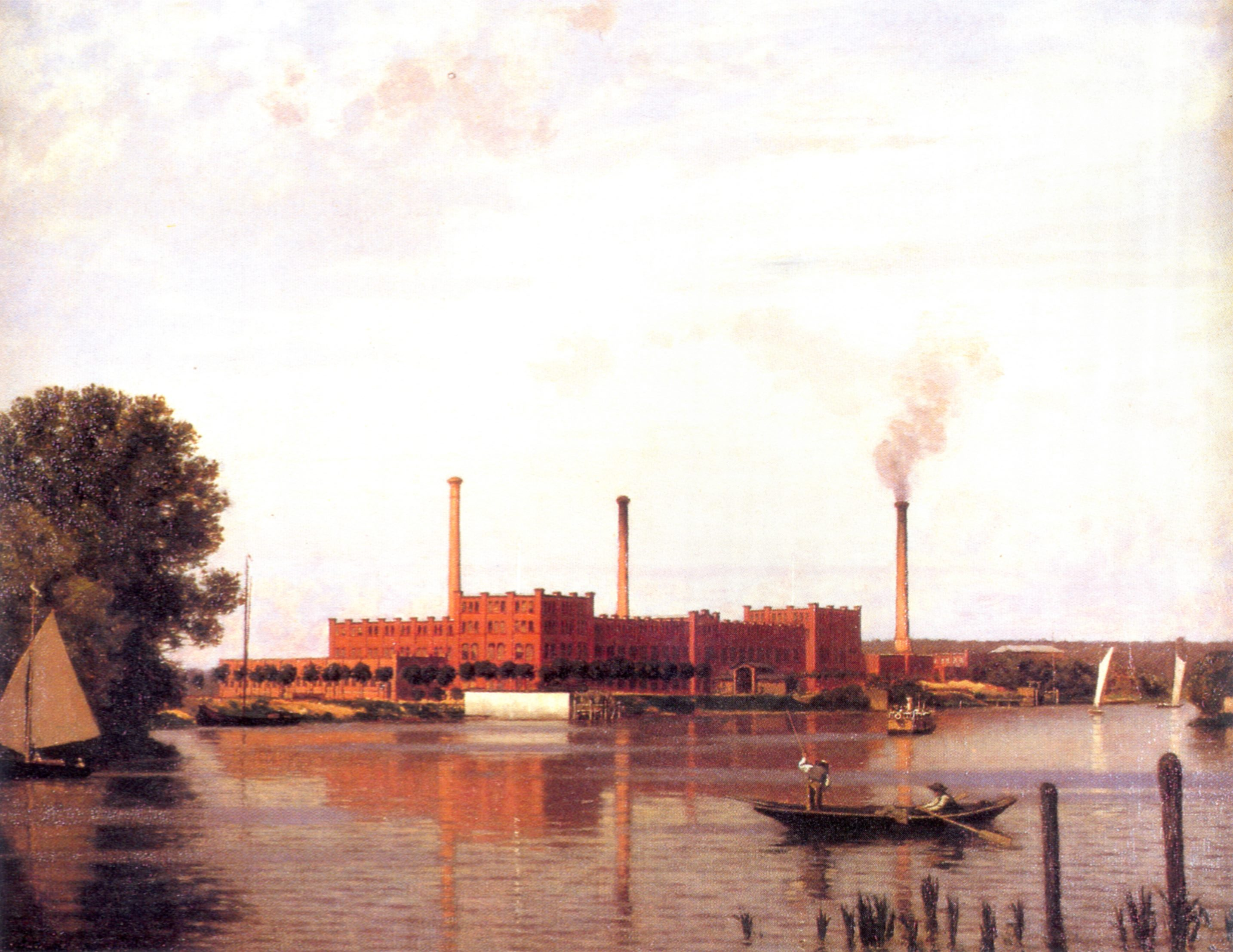
Wäscherei und Färberei W. Spindler, 1881

Die Geschichte von Spindlersfeld beginnt mit der Gründung eines großen Zweigwerkes der Firma W. Spindler auf der Köpenicker Feldmark durch Wilhelm Spindler und seine Söhne. Sie nannten das Gebiet gegenüber der Köpenicker Altstadt Spindlersfeld – die Bezeichnung war jedoch noch nicht offiziell. Vor der Übergabe des Gutsbezirks Köpenick von der brandenburgischen Provinzialregierung an die Stadt Köpenick legte sich diese im Frühjahr 1873 darauf fest, dass das Areal keinen gesonderten Namen tragen solle. Spindlers Söhne setzten sich nach dem Tod ihres Vaters jedoch vehement dafür ein, dass der Name ‚Spindlersfeld‘ beibehalten würde. Sie argumentierten damit, dass das Spindlersche Unternehmen zu dem Zeitpunkt als W. Spindler – Wäscherei, Färberei und chemische Reinigung – Berlin C und Spindlersfeld bei Coepenick landesweit bekannt war, Spindlersfeld sich zu einem vollwertigen Stadtteil entwickle und deshalb auch einen eigenen Namen tragen solle. Am 29. Dezember 1873 bestätigte die brandenburgische Provinzialregierung den Namen Spindlersfeld.
Parallel zum Bau der Großwäscherei errichtete Spindler auch eine Arbeitersiedlung mit Gebäuden in der Mentzelstraße und in der Färberstraße, den Spindlerbauten (ursprünglich: Werksiedlung Spindler), von denen in der Färberstraße zwei Gebäude von 1887 sowie in der Mentzelstraße vier Gebäude von 1873 und eines von 1875 erhalten geblieben sind (Stand zu Beginn des 21. Jahrhunderts). Dort fanden bis zu 50 Arbeiterfamilien preiswerte Wohnungen direkt in der Nähe der Fabrik. Diese Arbeitersiedlung war die erste in Berlin, die durch ein Industrieunternehmen angelegt wurde. Heute stehen die Spindlerbauten unter Denkmalschutz. Ab Ende der 2010er Jahre soll der historische Werksstandort nach dem vom Senat von Berlin beschlossenen Stadtentwicklungsplan bis 2025 zu einem neuen Wohnquartier, der Wasserstadt Spindlersfeld, umgestaltet werden.
Am 1. April 1892 fand die Eröffnung der vom Bahnhof Schöneweide an der Görlitzer Bahn ausgehenden Zweigbahn Schöneweide–Spindlersfeld statt, die durch die Firma W. Spindler finanziert wurde. Die Strecke wird aktuell von der S-Bahn befahren.